# Diepenveen

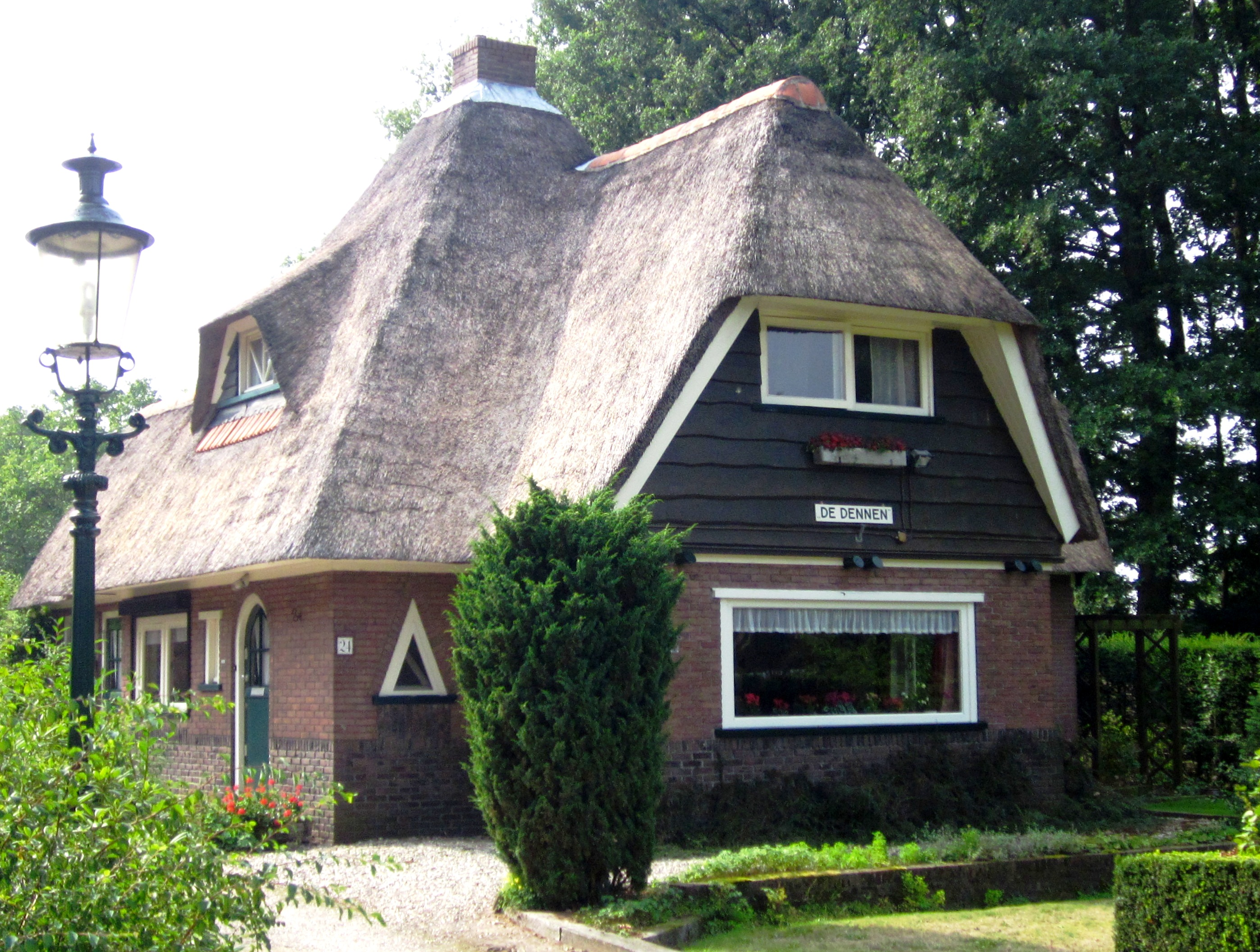
Diepenveen: edificio storico nella Randerstraat

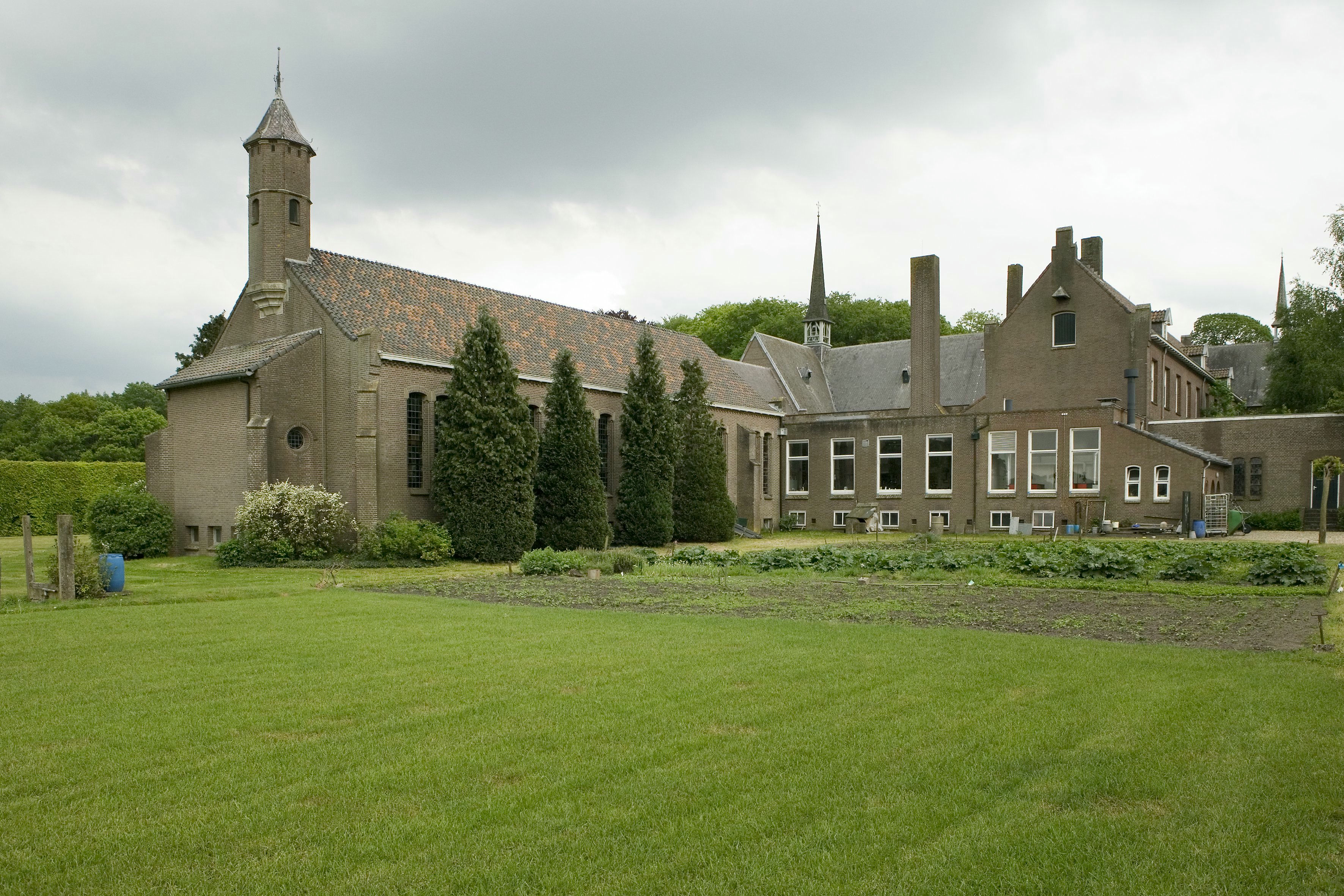
Diepenveen: l'abbazia di Sion

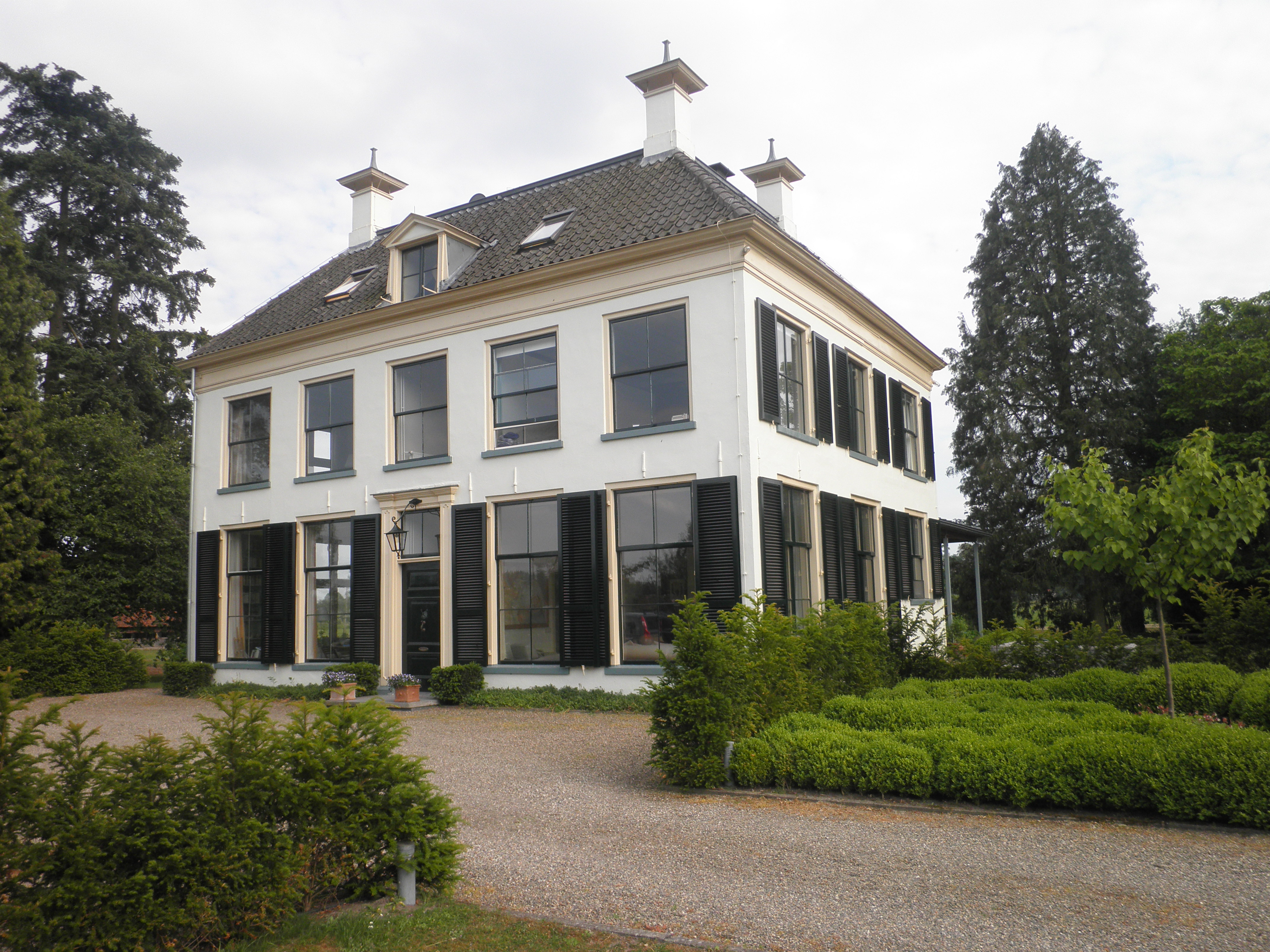
Diepenveen: la villa Het Overvelde

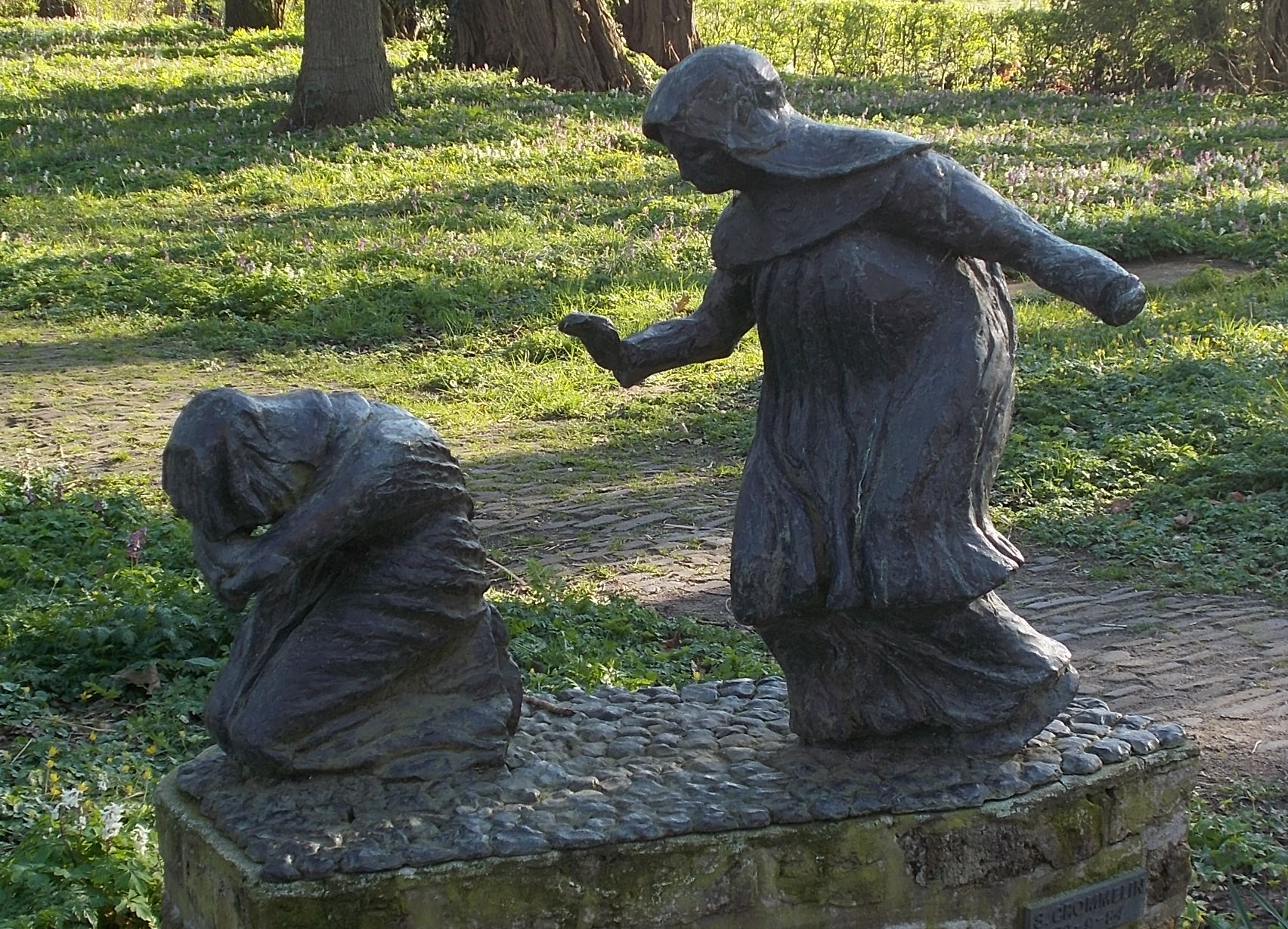
Diepenveen: sculture nel perimetro della Hervormde Kerk

Diepenveen (in basso sassone: Diepenvene) è un villaggio (dorp) di circa 4.600 abitanti dell'est dei Paesi Bassi, facente parte della provincia dell'Overijssel e situato lungo il corso del fiume IJssel, nella regione di Salland. Dal punto di vista amministrativo, si tratta di un ex-comune, dal 1998 accorpato alla municipalità di Deventer.

## Geografia fisica
Il villaggio di Diepenveen si trova nella parte sud-occidentale della provincia dell'Overijssel, al confine con la provincia della Gheldria ed è situato a pochi chilometri a nord di Deventer. La parte occidentale del villaggio è interamente bagnata dal fiume IJssel.

## Storia

### Dalle origini ai giorni nostri
Il villaggio sorse nei primi anni del XV secolo, quando venne fondato in loco un monastero di canonichesse.
Diepenveen rimase un piccolo villaggio fino alla metà del XIX secolo: nel 1841 contava appena sette case.
Agli inizi del XX secolo, fu realizzato il municipio.

### Simboli
Nello stemma di Diepenveen, dove prevalgono i colori giallo e nero, è raffigurata un'aquila.
Questo stemma è derivato in parte da quello di Deventer.

## Monumenti e luoghi d'interesse
Diepenveen vanta 27 edifici classificati come rijksmonumenten e 38 edifici classificati come  gemeentelijke monumenten.

### Architetture religiose

#### Hervormde Kerk
Il più antico edificio religioso di Diepenveen è la Hervormde Kerk ("Chiesa protestante"), situata al nr. 4 della Kerkplein e costruita nel 1620 sulle rovine del monastero di Diepenveen, che, come detto, era stato fondato nei primi anni del XV secolo.

#### Abbazia di Sion
Tra i principali edifici religiosi di Diepenveen, figura inoltre l'Abbazia di Sion, un complesso architettonico situata al nr. 6 della Vulikerweg e realizzato in gran parte tra il 1883 e il 1890.

### Architetture civili

#### Torre dell'Oud Rande
Altro edificio d'interesse è la torre dell'Oud Ronde, che costituisce ciò che rimane di una residenza del 1570 (che era stata realizzata sulle rovine di una torre del 1285), in gran parte demolita nel 1838. 

#### Villa Het Overvelde
Altro edificio d'interesse è la villa Het Overvelde, realizzata probabilmente nella prima metà del XIX secolo.

#### Nieuw Rande
Altro edificio d'interesse è la Nieuw Rande, una residenza di campagna realizzata nel 1857 e situata nella Schapenzandweg.

#### De Lankhorst
Altro edificio d'interesse è De Lankhorst, una residenza realizzata tra il 1908 e il 1910 e situata nella Verlengde Randerstraat. 

## Società

### Evoluzione demografica
Al censimento del 2018, Diepenveen contava una popolazione pari a 4.635 abitanti, di cui 2.385 erano donne e 2.250 erano uomini.
La popolazione al di sotto dei 26 anni era pari a 1.175 unità (di cui 680 erano i ragazzi e i bambini al di sotto dei 16 anni), mentre la popolazione dai 65 anni in su era pari a 1.315 unità.
La località ha conosciuto un progressivo incremento demografico a partire dal 2017 (quando contava 4.615 abitanti), dopo un calo demografico tra il 2013 (quando contava 4.639 abitanti) e il 2016 (quando contava 4.570 abitanti).

## Geografia antropica

### Suddivisioni amministrative
Il villaggio di Diepenveen è suddiviso in tre buurtschappen, Averlo, Molenbelt e Rande.: